# Clathrus delicatus
Clathrus delicatus ist eine Pilzart aus der Familie die Stinkmorchelverwandten, die in Indien und Sri Lanka vorkommt.

## Merkmale
Das reife Receptaculum, also der sporentragende Teil des Fruchtkörpers hat eine gitterartige, eiförmig bis kugelige Form mit einem kurzen Stiel, ist weiß und ist je nach Autor 1–2,5 cm hoch und 1,2–1,5 cm breit. Er bildet ungefähr zehn oder weniger Gitter aus, die im oberen Teil isodiametrisch, im unteren Teil eher vertikal gestreckt sind. Die Basis der Arme ist abgeflacht, aber mit einer deutlichen Rille.
Die noch unreifen Fruchtkörper, die Hexeneier sind rundlich, ungefähr einen Zentimeter groß, weiß bis blassorange.
Die Gleba ist nur spärlich ausgebildet, begrenzt auf spezielle Organe, die wie dreibeinige Hocker ausschauen. Diese Organe sind einzeln an den Verzweigungen der oberen Arme. Sie ist im Gegensatz zu anderen Stinkmorchelartigen beinahe geruchlos. Die sehr dünnhäutige Volva ist blassbraun und umgibt den Stiel und den unteren Teil des Receptaculums.
Die Sporen sind länglich bis zylindrisch, hyalin und glatt und messen 3,5–4 × 1,8–2,2 µm.

## Verbreitung
Clathrus delicatus kommt nur in Sri Lanka und Indien vor. Bekannt aus dem südlichen und östlichen Indien, nämlich aus den indischen Bundesstaaten Karnataka und Westbengalen wurde er kürzlich auch in Assam, also im Nordosten Indiens gefunden.

## Ökologie

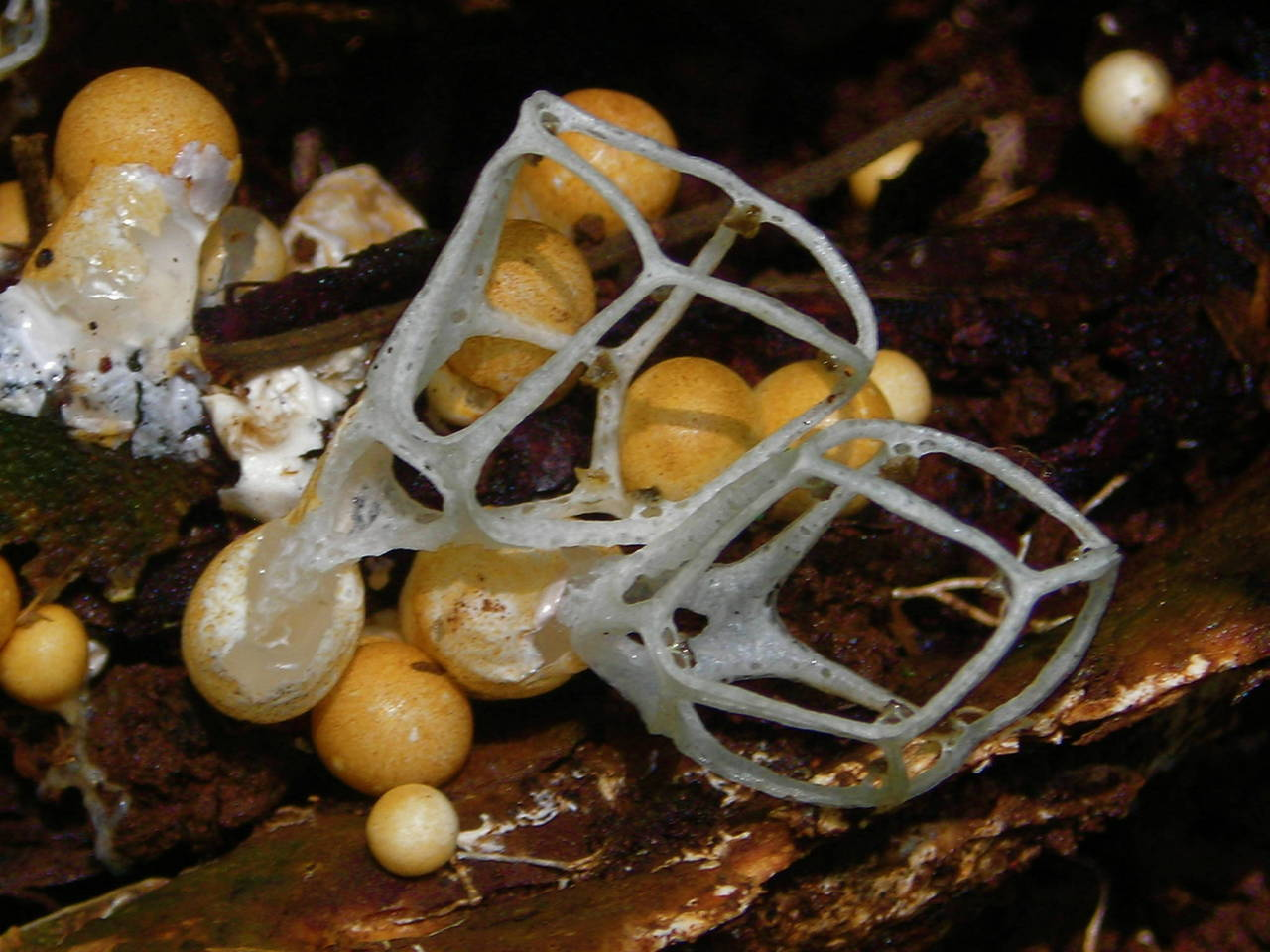
Clathrus delicatus mit Hexeneiern

Clathrus delicatus ist wie alle Gitterlinge ein Bodenbewohner, der sich von totem, organischen Material ernährt (Saprobiont). Er wächst unter anderem auf Bambusstreu. Die Sporen werden über Insekten verbreitet, die vom fauligen Geruch des reifen Pilzes angelockt werden und die Fruchtmasse fressen. Die Sporen gelangen so an neue Standorte.

## Systematik und Taxonomie
Clathrus delicatus wurde 1875 von Miles Joseph Berkeley & Christopher Edmund Broome erstbeschrieben. Da die Art noch nicht in phylogenetischen Untersuchungen einbezogen wurde, ist der Verwandtschaftsgrad zu anderen Gitterlingen noch unklar.